# Slagord
Slagord är en form av korta och slagkraftiga formuleringar som ofta används exempelvis på plakat, banderoller, i tal och argumentationer men framförallt ropas vid demonstrationer. De brukar oftast innehålla rim, allitterationer och liknande språklekar för att förstärka och positivisera dem. Bortsett från väldigt korta slagord är rytm mycket viktigt. 
Slagord förmedlar oftast en eller flera åsikter, viljor, analyser eller känslor i en viss fråga, oftast med något politisk budskap. Men även om slagord idag förknippas mest med politik är ursprunget sannolikt till stor del religiöst och fortfarande förekommer slagord och liknande i religiösa grupperingar. Väckelsemötena och 1970-talets väggklotter Jesus ser dig är några kända exempel. Vidare bär många slagord och den muntliga slagordskulturen stor likhet med religionens mantran då samma fraser repeteras om och om igen och kan sätta individer eller grupper i extas.

## Synonymer och typer
Motto, paroll, payoff och valspråk med mera har stora likheter med slagord och används synonymt ibland. Formuleringar med slagord kan i många fall bära flera benämningar och begreppet slagord kan därför ses som hyperonym till de nämnda.

### Paroll
Paroll, exempelvis för en demonstration, är en form av slagord som har lägre krav på språklek och högre krav på utvecklad åsikt. Många ropade slagord bär en sådan form att en person ropar ut en sak (ofta med hjälp av en megafon) och den stora massan svarar. 

### Slogan
Slogan är ett uttryck som avser att göra reklam för något; till exempel ett företag, en produkt, ett land, en stad, en region, en värdering, ett politiskt parti eller en politisk person. Sloganer används således för att försöka sälja eller sälja in något, en idé, en värdering, en produkt eller ett företagsnamn. Längden på en slogan är vanligtvis 2-7 ord, även om längre i enstaka fall förekommer.
Ordet "slogan" kommer från skotsk-gaeliskans sluagh-ghairm (härskri) och avsåg ursprungligen de skotska högländarnas fältrop eller samlingsrop för en klans krigare.

#### Typer av sloganer
- Kommersiella sloganer
- Politiska sloganer
- Kommunslogan

## Politiska slagord

### Folkhem och välfärd
- Ropen skalla - daghem åt alla! – daghemskampen på 70-talet[1]
- Daghem ska vi ha, men de ska vara bra! – daghemskampen på 70-talet[1]

### Jämlikhet och jämställdhet
- Kampen fortsätter - förtrycket ska krossas! – slagord mot förtryck
  - Kampen fortsätter - fascismen ska krossas! – antifascistiskt variant av ovan
  - Kampen fortsätter - nazismen ska krossas! – antinazistiskt variant av ovan
  - Kampen fortsätter - rasismen ska krossas! – antirasistiskt variant av ovan

### Politisk vänster
- Hellre röd än död – kontrande slagord till "hellre död än röd" som används av kommunister
- Frihet, jämlikhet, broderskap – Slagord under Franska revolutionen
- Ananas, järpe - frossa och njut! Borgare snart är din saga slut! – vanligt slagord under 70-talets vänstervåg
- Känner ni stanken från Enskilda Banken – vanligt slagord under 70-talets vänstervåg
- Internationell solidaritet - arbetarklassens kampenhet! – ett vanligt slagord på vissa Första Maj-demonstrationer
- Ho Ho Ho chi minh! – användes av FNL (Sydvietnams nationella befrielsefront)

### Politisk höger

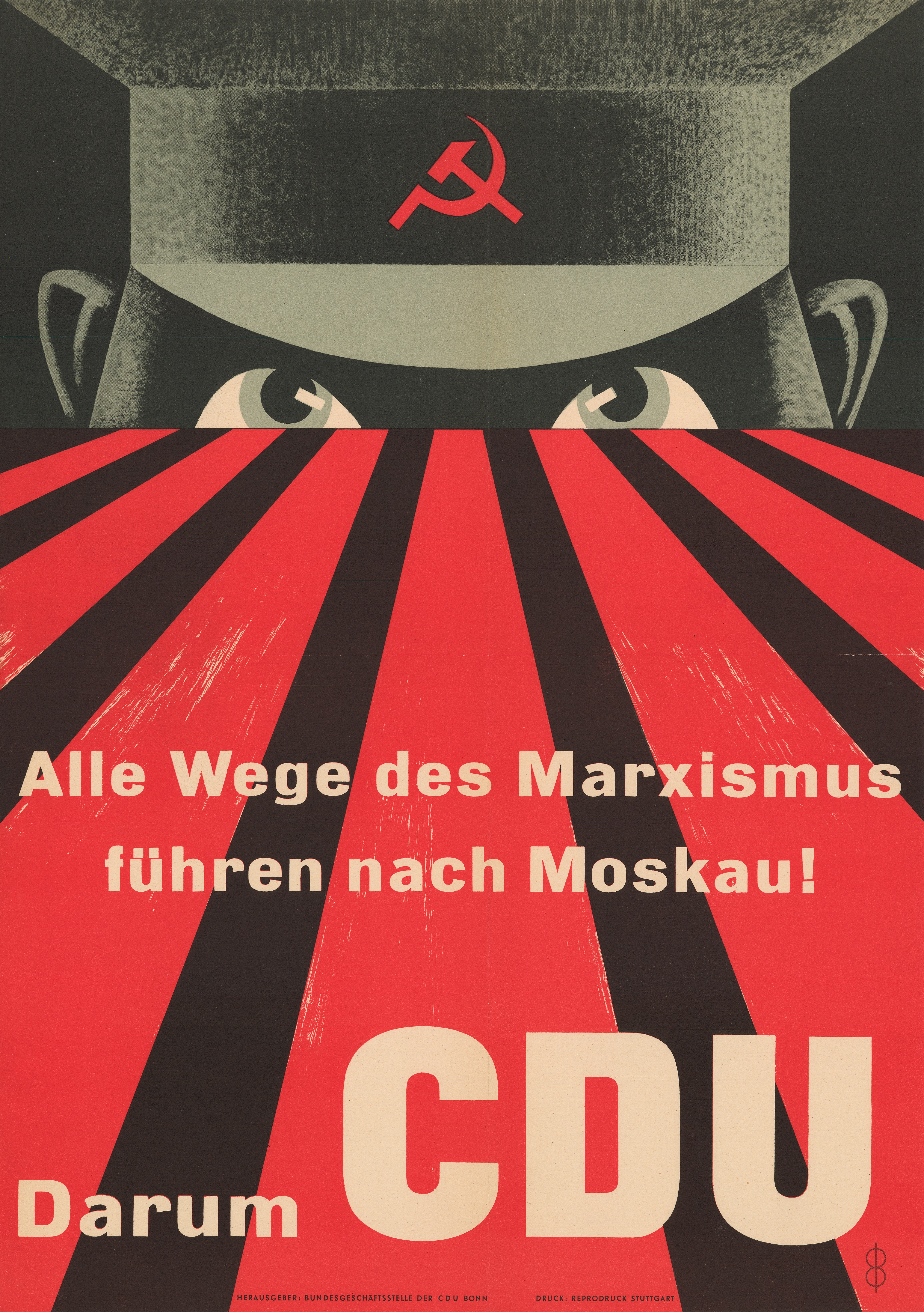
Alla marxismens vägar leder till Moskva! Därför CDU (Alle Wege des Marxismus führen nach Moskau! Darum CDU).

- Hellre död än röd – vanligt tvärspråkligt antikommunistiskt slagord sedan 1950-talet
- Make America great again ("gör USA storslaget igen") – republikansk kampanjslogan från USA, främst känt från Donald Trumps presidentkampanjer
  - Gör Sverige lagom igen – svensk parodi av "make America great again", associerat med Sverigedemokraterna
- Alla marxismens vägar leder till Moskva! – användes av CDU (Tysklands kristdemokratiska union)

### Krigsmotstånd
- Tage och Geijer - Lyndons lakejer – från Vietnamdemonstrationerna[2]
  - Palme och Geijer - Nixons lakejer – senare variant av ovan
- Usch Bush, du har fel! Irak är inget tevespel – från protesterna mot Irakkriget.

### Kärnkraftsmotstånd
- Kärnkraft? Nej tack – av motståndare till svensk kärnkraft
- Vad ska väck? Barsebäck! - Vad ska in? Sol och vind! – från kärnkraftsomröstningen

### Övriga
- Ortodoxi eller död!